# Ciganda
Ciganda (Ziganda en euskera, oficialmente Ziganda / Ciganda) es una localidad española y un concejo de la Comunidad Foral de Navarra perteneciente al municipio de Atez. 
Está situado en la Merindad de Pamplona, en la comarca de Ultzamaldea, y a 15 km de la capital de la comunidad, Pamplona. Su  población en 2014 fue de 24 habitantes (INE), su superficie es de 1,396 km² y su densidad de población de 17,19 hab/km².

## Geografía física

### Situación
La localidad de Ciganda está situada en la parte occidental del municipio de Atez a una altitud de 800 m s. n. m. Su término concejil tiene una superficie de 1,396 km² y limita al norte con el concejo de Gorronz-Olano en el municipio de Ulzama; al Este y Sur con el de Aróstegui y al oeste con el de Erice.
|              | Norte: Gorronz-Olano (Ulzama) |                 |
| Oeste: Erice |                               | Este: Aróstegui |
|              | Sur: Aróstegui                |                 |

## Demografía

### Evolución de la población
| Gráfica de evolución demográfica de Ciganda entre 2000 y 2010 |
|                                                               |
| Datos según el nomenclátor publicados por el INE.             |